# ФК Клуб Бриж
ФК Клуб Бриж (хол. Club Brugge KV) је белгијски фудбалски клуб из Брижа. Клуб је основан 1891. и један је од најуспешнијих у Белгији. Клуб своје домаће утакмице игра на стадиону Јан Брејдел, који има капацитет од 29.042 места.
Главни ривал клуба је Андерлехт, као и градски ривал Серкл Бриж, са којим дели стадион. Клуб Бриж је једини белгијски клуб који је играо финале купа европских шампиона, а играо га је 1978. када је поражен са 1:0 од Ливерпула. Пре тога играо је и финале УЕФА купа 1976, када је такође поражен од Ливерпула.

## Успеси

### Национални
- Прва лига Белгије
  - Првак (19) : 1919/20, 1972/73, 1975/76, 1976/77, 1977/78, 1979/80, 1987/88, 1989/90, 1991/92, 1995/96, 1997/98, 2002/03, 2004/05, 2015/16, 2017/18, 2019/20, 2020/21, 2021/22, 2023/24.
  - Вицепрвак (24) : 1898/99, 1899/1900, 1905/06, 1909/10, 1910/11, 1966/67, 1967/68, 1969/70, 1970/71, 1971/72, 1984/85, 1985/86, 1993/94, 1996/97, 1998/99, 1999/2000, 2000/01, 2001/02, 2003/04, 2011/12, 2014/15, 2016/17, 2018/19, 2024/25.
- Куп Белгије
  - Победник (12) : 1967/68, 1969/70, 1976/77, 1985/86, 1990/91, 1994/95, 1995/96, 2001/02, 2003/04, 2006/07, 2014/15, 2024/25.
  - Финалиста (8) : 1913/14, 1978/79, 1982/83, 1993/94, 1997/98, 2004/05, 2015/16, 2019/20.
- Суперкуп Белгије
  - Победник (18) : 1980, 1986, 1988, 1990, 1991, 1992, 1994, 1996, 1998, 2002, 2003, 2004, 2005, 2016, 2018, 2021, 2022, 2025.
  - Финалиста (4) : 1995, 2007, 2015, 2024.

### Међународни
- Куп европских шампиона (данашња УЕФА Лига шампиона)
  - Финалиста (1) : 1977/78.
  - Четвртфиналиста (1) : 1976/77.
- Куп УЕФА / УЕФА Лига Европе
  - Финалиста (1) : 1975/76.
  - Полуфиналиста (1) : 1987/88.
  - Четвртфиналиста (1) : 2014/15.
- Куп победника купова
  - Полуфиналиста (1) : 1991/92.
  - Четвртфиналиста (2) : 1970/71, 1994/95.
- УЕФА Лига конференције
  - Полуфиналиста (1) : 2023/24.
- Бриж Матин
  - Победник (21) : 1979, 1981, 1984, 1990, 1992, 1993, 1995, 1996, 1998, 2000, 2001, 2004, 2006, 2007, 2008, 2009, 2011, 2012, 2013, 2019, 2020.
  - Финалиста (13) : 1980, 1982, 1985, 1986, 1988, 1994, 1997, 1999, 2002, 2003, 2005, 2017, 2023.
- Кирин куп
  - Победник (1) : 1981.
- Амстердамски турнир
  - Победник (1) : 1990.

## Стадион
Клуб Бриж своје домаће утакмице игра на стадиону Јан Брејдел у Брижу. Стадион је у власништву града, па на њему поред Клуб Брижа игра и Серкл Бриж. Стадион је изграђен 1975, а има капацитет од 29.042 седећих места.
До 1999. и Европског првенства 2000. (био један од 8 стадиона домаћина) стадион је био познат као Olympiastadion, Олимпијски стадион на холандском, и имао је капацитет од 18.000 места.

## Клуб Бриж у европским такмичењима
Од 18. фебруара 2025.
| Такмичење                                   | Од. | П   | Н  | И   | ГД  | ГП  | ГР  | %      |
| ------------------------------------------- | --- | --- | -- | --- | --- | --- | --- | ------ |
| Куп европских шампиона / УЕФА Лига шампиона | 137 | 48  | 32 | 57  | 171 | 199 | −28 | 035,04 |
| Куп УЕФА / УЕФА Лига Европе                 | 182 | 79  | 42 | 61  | 298 | 238 | +60 | 043,41 |
| УЕФА Лига конференције                      | 18  | 12  | 3  | 3   | 42  | 15  | +27 | 066,67 |
| Куп победника купова                        | 28  | 15  | 3  | 10  | 41  | 33  | +8  | 053,57 |
| Куп сајамских градова                       | 6   | 2   | 1  | 3   | 11  | 10  | +1  | 033,33 |
| Укупно                                      | 370 | 156 | 80 | 134 | 561 | 493 | +68 | 042,16 |

## Тренери
| - Хектор Гетинк (1930–1933) - Жерард Делбек (1933–1934) - Артур Волкерт (1934–1936) - Карл Шренк (1936–1938) - Роберт Де Вен (1938–1939) - Жерард Делбек (1939–1945) - Луј Версајп (1945–1950) - Вилијам Кенеди (1950–1951) - Феликс Шави (1951–1957) - Норберто Хофлинг (1957–1963) - Хуан Шванер (1963) - Хенри Декенс (1963–1965) - Лудвиг Дупал (1965–1967) - Норберто Хофлинг (1967–1968) - Милорад Павић (1968–1969) - Франс де Мунк (1969–1971) - Лео Канјелс (1971–1973) - Јак Де Вит (1973–1974) - Ернст Хапел (1974–1978) - Андраш Береш (1978–1979) - Метју Болен (1979) - Хан Гријзенхут (1979–1980) - Жилберт Грес (1980–1981) - Антоан Кон (1981) - Хенри Копенс (1981–1982) |  | - Рејмонд Мертенс (1981–1982) - Џорџ Кеслер (1982–1984) - Хенк Хуварт (1984–1989) - Жорж Лекенс (1989–1991) - Хуго Брос (1991–1997) - Ерик Геретс (1997–1999) - Рене Верхејен (1999–2000) - Тронд Солијед (2000–2005) - Јан Кулеманс (2005–2006) - Емилио Ферера (2006–2007) - Чедомир Јаневски (2007) - Џеки Матијсен (2007–2009) - Адри Костер (2009–2011) - Руди Веркемпинк (2011) привремено - Криштоф Даум (2011–2012) - Жорж Лекенс (2012) - Хуан Карлос Гаридо (2012–2013) - Мишел Прудом (2013–2017) - Иван Леко (2017–2019) - Филип Клеман (2019–2022) - Алфред Шредер (2022) - Карл Хефкенс (2022) - Скот Паркер (2022–2023) - Рони Дејла (2023–2024) - Ники Хејен (2024–тренутно) |

## Председници
- Филип Делесклузе (1891–1900)
- Алберт Селигман (1900–1902)
- Алфонс Де Милеместер (1903–1914)
- Алберт Дизеринк (1919–1931)
- Фернанд Хансенс (1932–1937)
- Емил Де Клерк (1937–1959)
- Андре Де Клерк (1959–1973)
- Фернанд Де Клек (1973–1999)
- Мишел Ван Меле (1999–2003)
- Др Мишел Д'Хог (2003–2009)
- Пол Јонкере (2009–2011)
- Барт Верхеге (2011–тренутно)